# Rudolph Heinrich von Nostitz
Rudolph Heinrich von Nostitz, modernisiert Rudolf Heinrich von Nostitz, (* 3. März 1674; † 18. Oktober 1750 in Mochau) war ein königlich-polnischer und kurfürstlich-sächsisches Kreishauptmann und Rittergutsbesitzer.

## Leben
Er stammte aus dem seit 1682 auf Schloss Reichstädt ansässigen Oberlausitzer Adelsgeschlecht von Nostitz. Seine Eltern waren Caspar Christoph von Nostitz (* 18. Mai 1654; † 5. Februar 1697) und dessen Ehefrau Susanna Luitgard von Nostitz geb. von Bünau aus dem Haus Püchau.
Wie viele Vertreter seiner Familie schlug er eine Verwaltungslaufbahn am Dresdner Hof ein und stieg bis zum Kreishauptmann auf. Zu seinen Dienstaufgaben zählte beispielsweise im Jahre 1739 die Untersuchung des Vorwurfs der Veruntreuung öffentlicher Gelder durch städtische Beamte in Kamenz. Der Vorwurf bestätigte sich damals.
Zu seinen Besitzungen zählte u. a. das Rittergut Lüttewitz bei Döbeln, das nach seinem Tod eine seiner beiden Töchter übernahm.
Rudolph Heinrich von Nostitz war verheiratet mit Magdalene von Nostitz geb. von Düerfeld und hinterließ die beiden Töchter Henrietta Wilhelmina von Schütz, die den Amtshauptmann von Schütz heiratete und in Erdmannsdorf bei Augustusburg im Erzgebirge lebte, und Erdmutha Christiana († 1791), die in die Adelsfamilie von Breitenbuch einheiratete und den verwitweten Gottlob Ernst von Breitenbauch auf Petzkendorf zum Ehemann nahm. Sein jüngster Sohn war Gottlob von Nostitz. Seine beiden Töchter waren von seinem Bruder Johann Friedrich von Nostitz in dessen 1756 in Langensalza hinterlegten Testament für den Fall des kinderlosen Todes als Erben eingesetzt worden. Die Erbfolge trat dann 1770 tatsächlich auch ein.